# Pseudolycoriella hispana
Pseudolycoriella hispana är en tvåvingeart som först beskrevs av Franz Lengersdorf 1957.  Pseudolycoriella hispana ingår i släktet Pseudolycoriella och familjen sorgmyggor.
Artens utbredningsområde är Spanien. Inga underarter finns listade i Catalogue of Life.